# Trigonia eriosperma
Trigonia eriosperma är en tvåhjärtbladig växtart. Trigonia eriosperma ingår i släktet Trigonia och familjen Trigoniaceae.

## Underarter
Arten delas in i följande underarter:
- T. e. eriosperma
- T. e. membranacea
- T. e. simplex